# Pelourinho de Coja

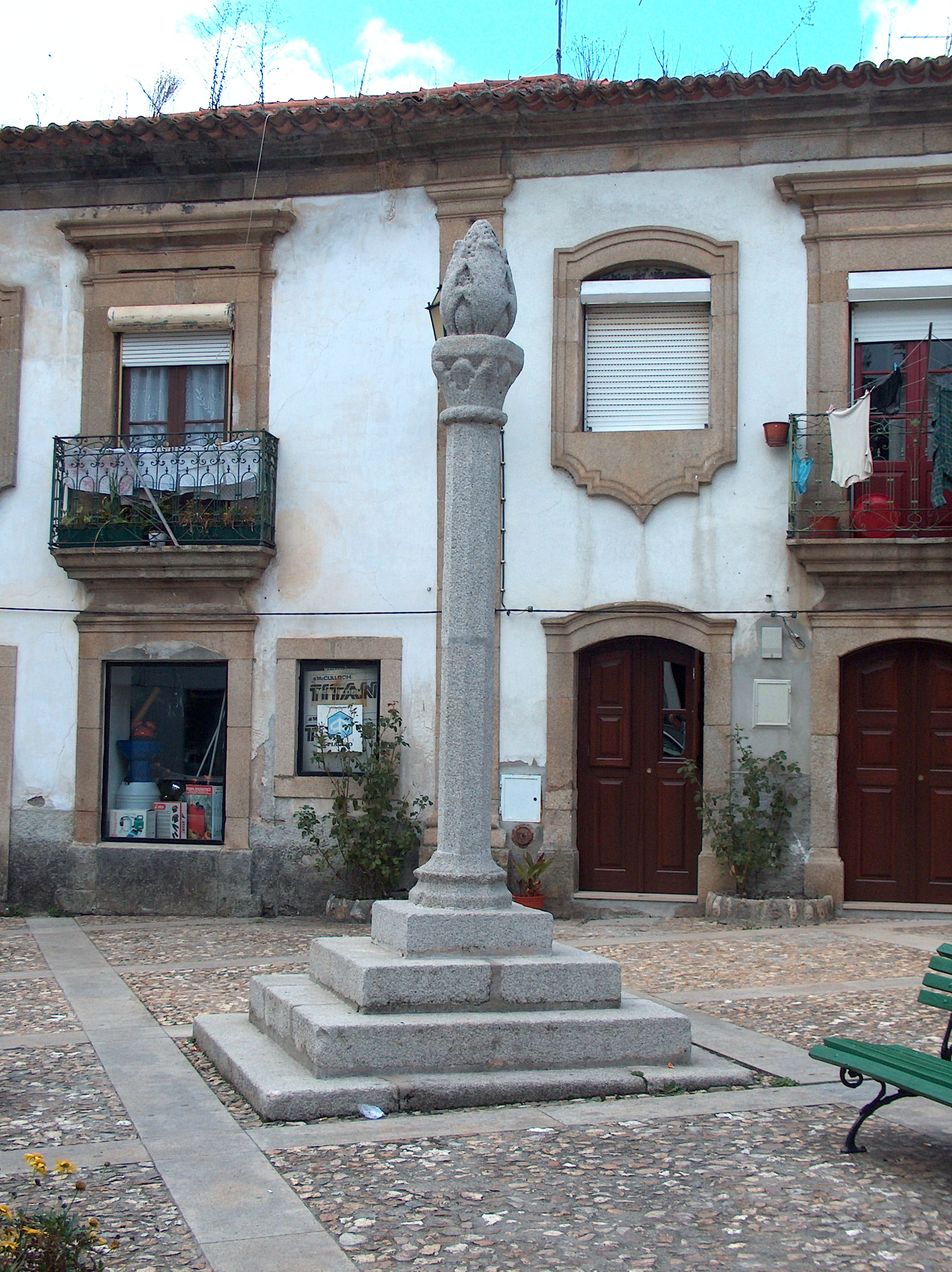
Pelourinho de Coja

O Pelourinho de Coja localiza-se na atual união das freguesias de Côja e Barril de Alva, no município de Arganil, distrito de Coimbra, em Portugal.
Este pelourinho está classificado como imóvel de interesse público desde 11 de outubro de 1933.
O pelourinho original, de 12 de Setembro de 1514 é possivelmente contemporâneo do foral de D, Manuel  I. É composto por um soco quadrangular de quatro degraus quadrangulares, onde assenta a coluna, com base em toro, hexagonal. É rematado por um apinha de expressão vegetalista, com folhas de acanto. No século XX é feita a sua restauração.